# تيران (دبابة)
تيران (بالعبرية: טירן ) هو الاسم الإسرائيلي لدبابات من طراز تي 54، تي-55 السوفيتية الأصل، التي وقعت كغنيمة في حروب إسرائيل وأدخلت الخدمة في الجيش الإسرائيلي، عقب عمل تحسينات عليها.

## تيران 4 و5
استولى الجيش الإسرائيلي في حرب 1967 وحرب أكتوبر على أكثر من ألف دبابة كغنيمة من طراز تي-54 و تي-55 من الجيوش السورية والمصرية. ولقبت الدبابة تي-54 بـ(تيران 4) وكذلك الدبابة تي-55 بـ(تيران 5). تم استبدال مدفع دي10 السوفيتي في تيران 5 بمدفع إل68. وأصبحت معروفة في الغرب باسم (Ti-67).
استمرت تيران 5 في خدمة الجيش الإسرائيلي حتى 1990، وبالتحديد في كتائب الاحتياط وعلى الأغلب في الكتيبة 889. وبسبب وزنها الخفيف نسبياً عن الدبابات الأخرى ومدى ملائمتها للمهام، نجحت في مشاركتها أثناء عملية رافيف في حرب الاستنزاف، عبر خليج السويس. باعت إسرائيل الكثير من هذه الدبابات لدول أجنبية مع انتهاء خدمتها في الجيش الإسرائيلي، واستخدم البعض منها كأساس في صنع ناقلة الجنود المدرعة فئة اشزريت.

## تيران 6
دخلت تي-62 للخدمة في الجيوش العربية في وقت مبكر من السبعينيات. وفي حرب أكتوبر سقطت في أيدي الجيش الإسرائيلي دبابات من هذا النوع، وقد قرر إدخال جزء منها في خدمة الجيش الإسرائيلي، حوالي 100 دبابة دخلت في مجال الخدمة العسكرية، تقريباً بدون عمل أي تغيرات عليها واتخذت اسم تيران 6.

## ساموفار
في نهاية حقبة السبعينات اقترح في سلاح المساندة إمكانية إنتاج نوع مجدد من الدبابة تيران التي سميت بـ«ساموفار». وكُشف عنها في 1984، وكانت عبارة عن تفريغ وتفكيك الدبابات القديمة عبر شركات ومؤسسات غربية ثم تركيبها من جديد بمحرك أحدث وتطوير الأنظمة الإلكترونية وتزويدها بمدفع 105 ملم. بالرغم من ذلك لم تدخل السومبار الخدمة في نهاية المطاف وذلك عندما تقرر التركيز على دبابة الميركافا الجديدة.